# Chirita involucrata
Chirita involucrata är en tvåhjärtbladig växtart som beskrevs av William Grant Craib. Chirita involucrata ingår i släktet Chirita och familjen Gesneriaceae. Inga underarter finns listade i Catalogue of Life.